# Tiên Yên, Tuyên Quang
Tiên Yên là một xã thuộc tỉnh Tuyên Quang, Việt Nam.

## Địa lý
Xã Tiên Yên nằm ở phía nam huyện Quang Bình, có vị trí địa lý:
- Phía đông giáp xã Hương Sơn
- Phía tây giáp xã Xuân Giang
- Phía nam giáp tỉnh Yên Bái và xã Vĩ Thượng
- Phía bắc giáp xã Yên Hà.

Xã Tiên Yên có diện tích 31,68 km², dân số năm 2019 là 3.576 người, mật độ dân số đạt 113 người/km².

## Lịch sử
Trước đây, Tiên Yên là một xã thuộc huyện Bắc Quang.
Ngày 29 tháng 8 năm 1994, Chính phủ ban hành Nghị định số 112/1994/NĐ-CP về việc thành lập xã Xuân Giang từ một phần của xã Tiên Yên.
Ngày 1 tháng 12 năm 2003, Chính phủ ban hành Nghị định 146/2003/NĐ-CP về việc thành lập huyện Quang Bình trên cơ sở điều chỉnh xã Tiên Yên thuộc huyện Bắc Quang sang trực thuộc huyện Quang Bình.